# Seligmann Bacharach
Seligmann Bacharach (* 15. Dezember 1789; † 26. November 1880 in Hamm) war ein Kaufmann jüdischen Glaubens in Hamm. Er machte sich durch großzügige Spenden an die jüdische Gemeinde einen Namen. So trat er 1842 als einer der Käufer eines Grundstücks auf, das 1865 an die Gemeinde übereignet wurde. Diese Schenkung ermöglichte die Einrichtung einer jüdischen Schule ab dem Jahre 1846 und später den Bau der Synagoge Hamm (1868).

## Familie
Die Ehefrau von Seligmann Bacharach hieß Bertha oder Bila (1802–1868) und war die Tochter eines Mannes namens Lipmann.

## Leben
Der jüdische Kaufmann war Mitglied einer Schutz-Comission, die sich zum Ziel gesetzt hatte, Vorbeugemaßnahmen gegen Cholera-Erkrankungen zu ergreifen. Im Jahr 1837 vertrat er im Schützenverein Hamm den Rendanten August Meese.
1840 führte er für das Schulprojekt des Alexander Haindorf in Münster eine Spendensammlung durch. Der Magistrat der Stadt Hamm unterstützte diese Spendenaktion durch folgenden Aufruf im Westfälischen Anzeiger:
Herr Seligmann Bacharach wird in nächster Woche für den zu Münster unter Leitung des Herrn Professors Haindorff bestehenden Verein für Westphalen und Rheinprovinz zur Bildung von Elementarlehrern und Beförderung von Handwerkern und Künsten unter den Juden die milden Beiträge der Eingesessenen des hiesigen Verwaltungsbezirks sammeln. Die jüngsten Jahresberichte zeugen von der wohlthätigen Wirksamkeit des Vereins, welcher den Gewerbefleiß und das Streben nach einer höheren Ausbildung fördert, und wir empfehlen die der ferneren Beihülfe noch so sehr bedürfende Anstalt der menschenfreundlichen Theilnahme unserer Mitbürger.

Hamm, den 13. April 1840

Der Magistrat.
Zusammen mit Israel Gerson, Elias Marks, Elias Spanier und Levi Stern kaufte Seligmann Bacharach 1842 ein Grundstück nebst Haus an der Martin-Luther-Straße 5. Der Versuch, der jüdischen Gemeinde dieses Grundstück für den Bau einer Synagoge zur Verfügung zu stellen, scheiterte zunächst am fehlenden Korporationsrecht der Gemeinde. Den Juden in Hamm wurde in der Zeit noch keine vollständige Gleichberechtigung gewährt, dies geschah erst durch die preußische Verfassung von 1850. Doch war die jüdische Bevölkerung seit den napoleonischen Feldzügen und der zeitweiligen Eingliederung der Grafschaft Mark in der Großherzogtum Berg nicht mehr völlig von jedem Bürgerrecht abgeschnitten, so dass sie nun freier wirtschaften konnte als in den Jahrhunderten zuvor. Aus diesem Grund wurde der Gemeinde durch die Bezirksregierung Arnsberg zumindest gestattet, das Gebäude ab 1846 als jüdische Schule zu verwenden.
Die Übertragung zu Eigentum der Gemeinde gelang jedoch erst im Jahre 1866. Erst zu diesem Zeitpunkt hatten sich die Behörden hinreichend mit den neuen Bestimmungen der preußischen Verfassung vertraut gemacht, die der jüdischen Gemeinde nunmehr das volle Korporationsrecht einräumte. Am 12. September 1966 wurde die Schenkung bestätigt. Die Gemeinde konnte nun endlich mit den Planungen für den bereits 1855 beschlossenen Neubau ihrer Synagoge beginnen, der 1868 in die Praxis umgesetzt wurde.
Für die Jahre 1843 bis 1847 ist Seligmann Bacharach als Stadtverordneter belegt.
Als er 1880 starb, wurde ihm zu Ehren auf dem jüdischen Teil des Ostenfriedhofs ein Ehrenmal errichtet, das dort heute noch besichtigt werden kann. Auch seine Frau erhielt ein solches Ehrenmal.

## Grabmal des Seligmann Bacharach († 1880) auf dem Ostenfriedhof
| Grabmal des Seligmann Bacharach | |
| --- | --- |
| HIER RUHT KAUFMANN SELIGMANN BACHARACH GEBOREN. D. 15. DECEMBER 1789 GESTORBEN. D. 26. NOVEMBER 1880 Text nach Hilscher 1994, S. 45 | (Hebräische Inschrift auf der Rückseite des Grabmals) GERECHT BIST DU GOTT UND DEINE GESETZE SIND GERECHT, DENN DU BELOHNST DEN MENSCHEN GEMÄß SEINEN TATEN, PSALM [?] HIER IST VERBORGEN UND BEGRABEN EIN MANN UND GEMEINDELEITER, EIN RECHTSCHAFFENER VERTRETER UND SEINEN WORTEN TREU (...) (...) VERTRETER DER REGIERUNG, DAS IST DER HERR SELIGMANN, GENANNT JITZCHAK, SOHN DES KOHEN MEIR, GEBOREN AM 2. TAG DES JAHRES 549 UND GESTORBEN UND GING EIN IN SEINE WELT (AM [?]) 21. KISLEW 611 UND SEINE SEELE SEI IM GARTEN EDEN [?] UND EINGEBUNDEN IN DAS BÜNDEL DES LEBENS AMEN SELA |

## Grabmal der Bertha Seligmann Bacharach († 1868) auf dem Ostenfriedhof
| Grabmal der Bertha Seligmann Bacharach | |
| --- | --- |
| HIER RUHT FRAU BERTHA SELIGMANN BACHARACH AUS DINSLAKEN GEBOREN. D. 10. MÄRZ 1802 GESTORBEN. D. 27. APRIL 1868 DIE SICH IM LEBEN LIEBTEN UND THEUER WAREN, SIND AUCH IM TODE NICHT GETRENNT Text nach Hilscher 1994, S. 43 | (Hebräische Inschrift auf der Rückseite des Grabmals) HIER LIEGT BEGRABEN EINE RECHTSCHAFFENE UND ANMUTIGE FRAU, GING DEN WEG DER AUFRICHTIGKEIT, TAT GERECHTIGKEIT ALL IHRE TAGE, FÜHRTE IHRE KINDER ZUR THORA, DAS IST DIE FRAU BILA, TOCHTER DES LIPMANN, GEBOREN AM 27. ADAR 563 UND STARB AM 5. IJAR 625 IHRE SEELE SEI EINGEBUNDEN IN DAS BÜNDEL DES LEBENS |